# قوشاقشلاق حسن
قوشاقشلاق حسن یک منطقهٔ مسکونی در ایران است که در دهستان قشلاق غربی واقع شده‌است. قوشاقشلاق حسن ۳۱ نفر جمعیت دارد.